# オムロン エキスパートリンク
オムロンエキスパートリンク株式会社（英: OMRON EXPERTLINK Co.,Ltd.）は、オムロングループの人事・総務・経理業務を行うシェアードサービス会社である。
2018年4月1日に、グループの総務関連業務を担うオムロン ビジネスアソシエイツ株式会社と、グループの理財関連業務を担うオムロン ファイナンス株式会社を吸収合併し、オムロン パーソネル株式会社から商号変更した。
2023年3月1日をもって、人材サービス事業のうち、事務領域の派遣・請負事業と大学向けサービスをパーソルエクセルHRパートナーズ株式会社へ譲渡した。
2023年4月3日付で当社の子会社としてオムロン エキスパートエンジニアリング株式会社を設立し、エンジニア領域の派遣・請負および職業紹介事業を移管した。
2025年7月1日、オムロン トランスコスモス プロセスイノベーション株式会社の設立に伴い、当社のシェアードサービス業務の一部を同社へ移管した。

## 主な事業内容
- グループ向け人事関連業務
- グループ向け総務関連業務
- グループ向け経理関連業務

## 拠点
- 京都本社
- 事業所（向日市・木津川市・綾部市・大阪市・野洲市・草津市・東京都港区・三島市・名古屋市・小牧市・一宮市・倉吉市・岡山市・武雄市・山鹿市・阿蘇市）
- オフィス（京都駅前・大阪・滋賀・新宿・東海）